# Ammodramus aurifrons
Ammodramus aurifrons là một loài chim trong họ Emberizidae.
Nó được tìm thấy ở Bolivia, Brazil, Colombia, Ecuador, Peru, Venezuela, và Đông Nam Bắc Mỹ. Môi trường sống tự nhiên của chúng là